# Dolmen de la Pierre Martine
Pour les articles homonymes, voir Martine.
Le Dolmen de la Pierre Martine est un dolmen situé sur la commune de Livernon dans le département français du Lot. Par ses dimensions, la Pierre Martine est le plus important dolmen du Lot et sans doute le plus célèbre.
Cet édifice est classé au titre des monuments historiques depuis 1889.

## Accès et situation
Le Dolmen de la Pierre Martine se situe dans le département du Lot à 2,5 km au nord-est du village de Livernon. Il est accessible par la petite route qui mène au lieu-dit Damance. C'est d'ailleurs l'un des rares dolmens du Lot à bénéficier d'une signalétique routière officielle. Un parking a été aménagé pour le stationnement des véhicules. Un chemin pour les piétons mène au monument à moins de 280 m.
Ce monument a été bâti sur une hauteur, à l'altitude 340 m, non loin d'un point haut culminant à 355 m. Le préhistorien Jean Clottes y voit là « un élément important de la religion de nos constructeurs de mégalithes ».
Non loin du chemin d'accès, à environ 200 m au sud de l'édifice et plus bas en altitude, on peut voir la carrière de calcaire d'où ont été extraites les dalles ayant servi à la construction des dolmens. La strate se divise ici en rectangles presque réguliers. La place qu'occupait la dalle de couverture est entourée de blocs de la même épaisseur et dont les anfractuosités correspondent à celles du monument.

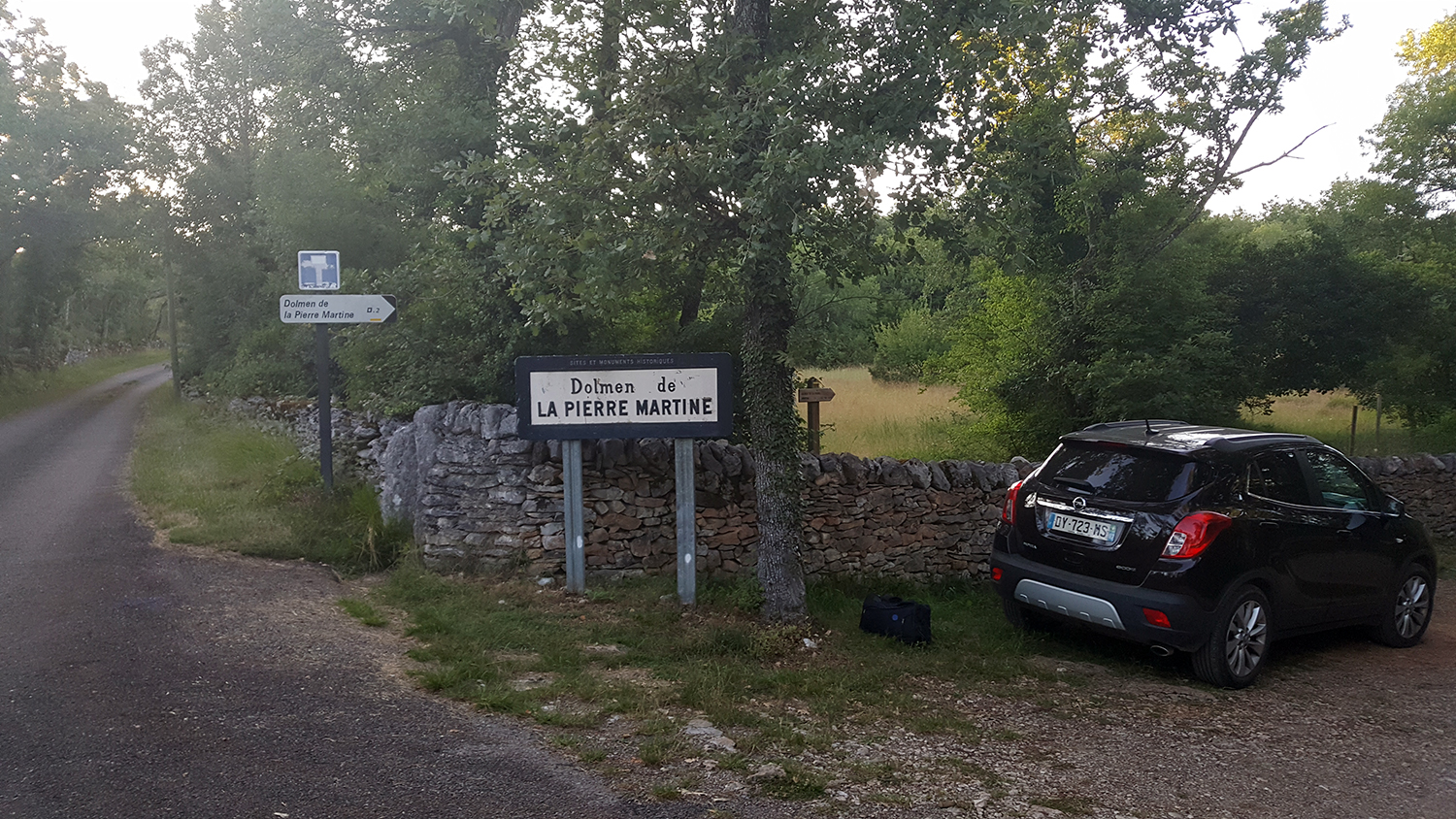
Fléchage et accès au parking.
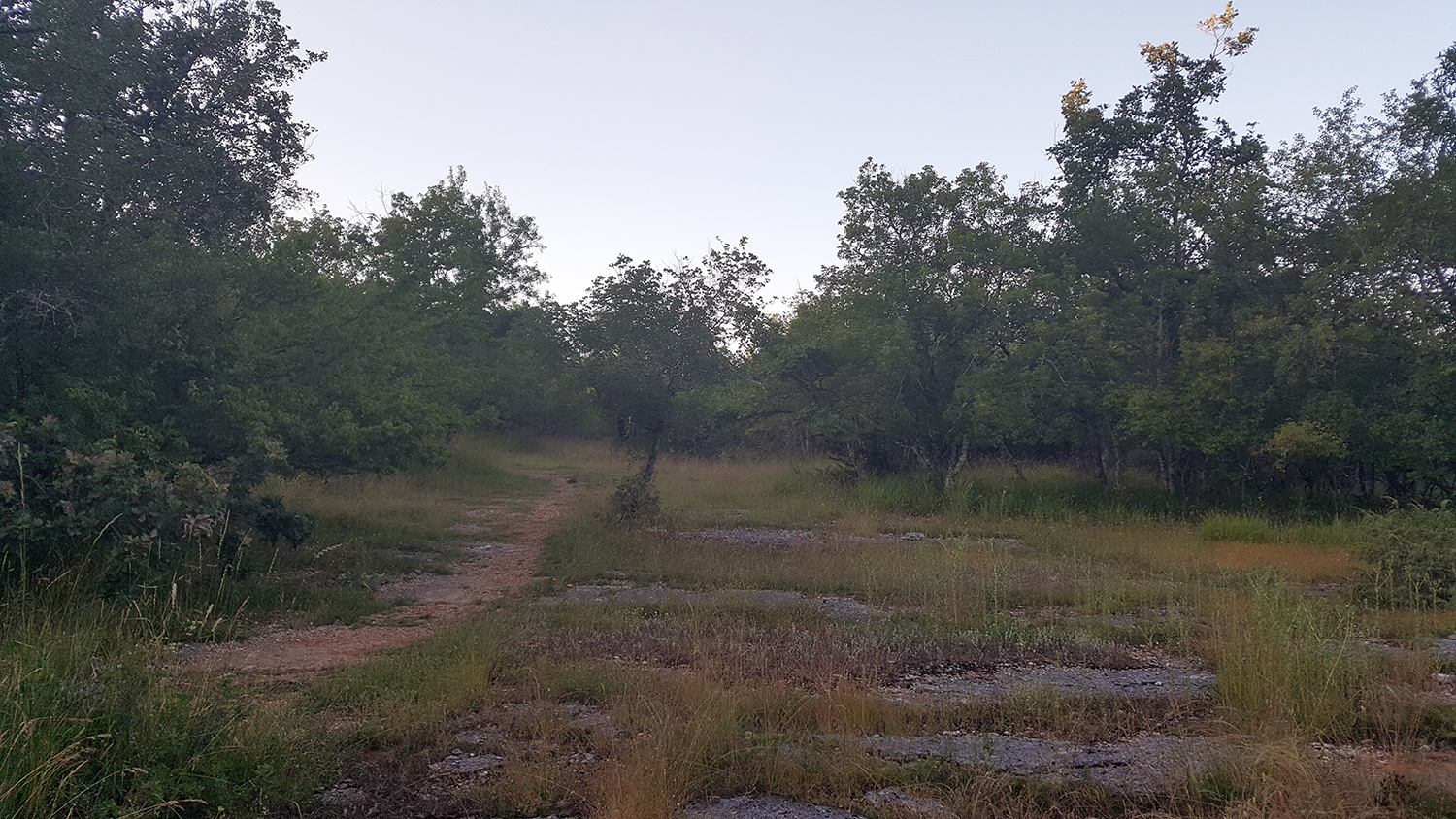
Le chemin d'accès.
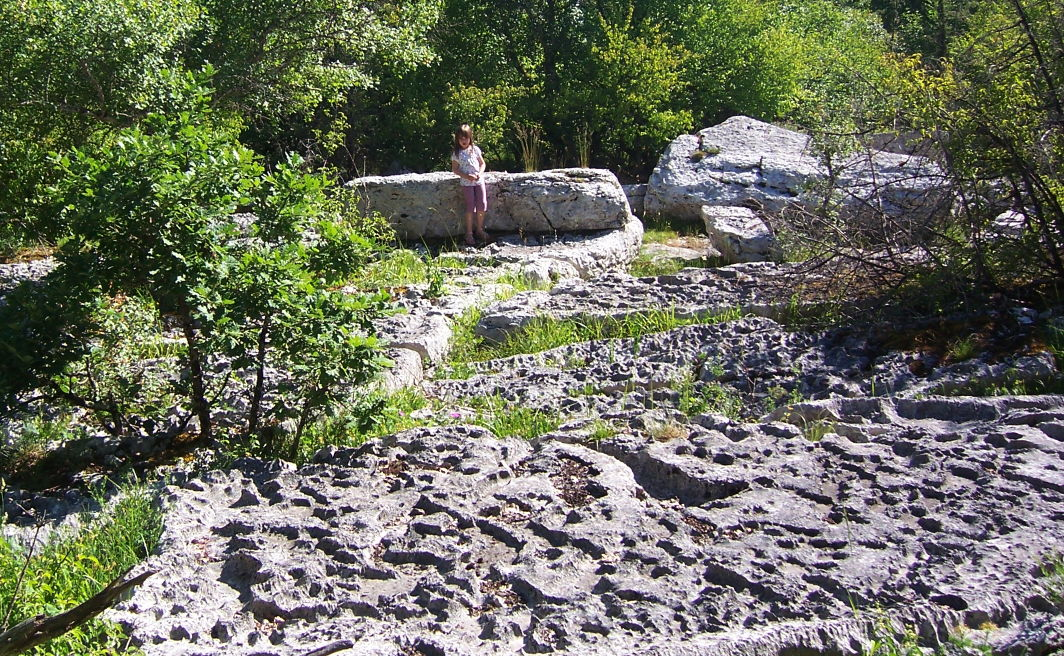
Vue de la carrière.
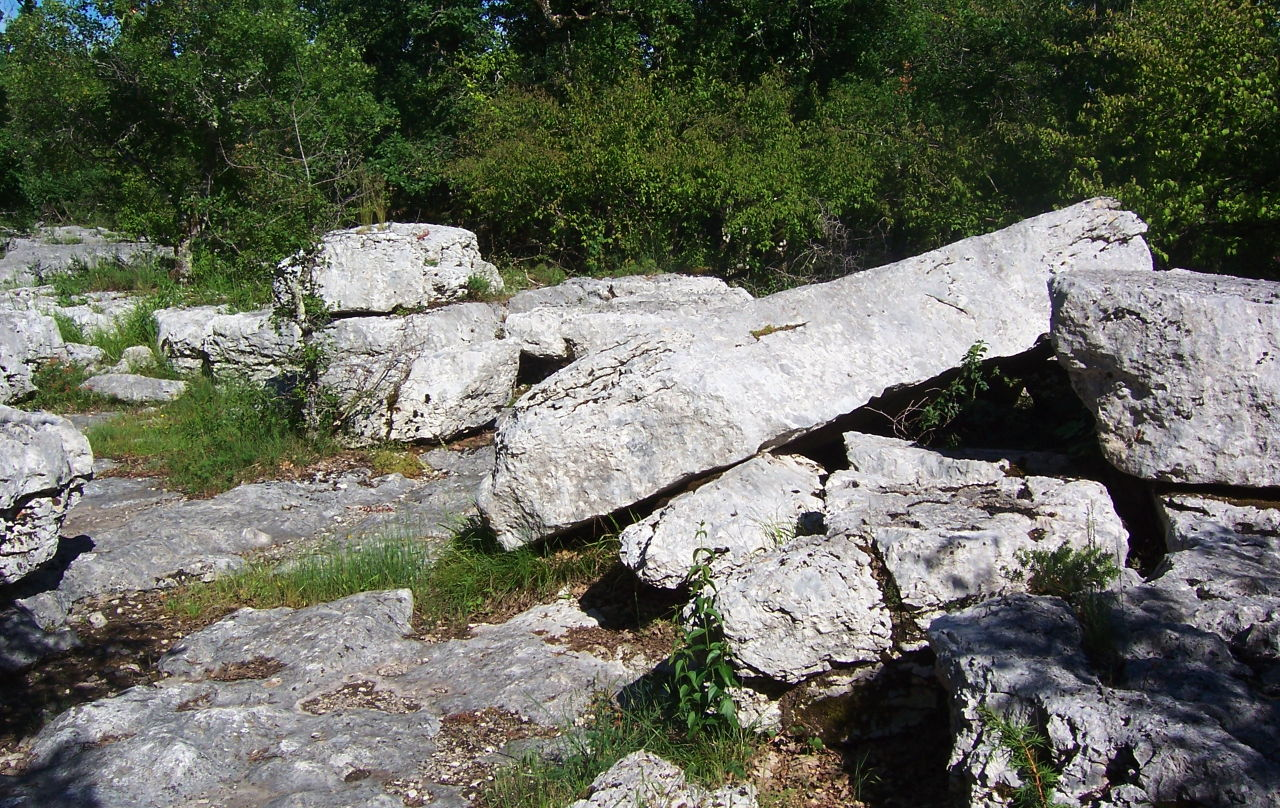
Blocs dans la carrière.

## Toponymie
Selon une publication de Jean Lartigaut, la Pierre Martine n'a pas changé de nom depuis plus de 6 siècles, :
- en mai 1397, un paysan de Livernon consent une reconnaissance féodale en faveur de Jean Lacoste pour une terre du terroir de Martina ;
- en décembre 1489, un hôtelier de Figeac vend à un macellier une terre au terroir de l'Arenie et mentionne comme élément de localisation la peyra martina.

Jacques-Antoine Delpon dans sa Statistique du département du Lot propose des origines possibles pour le nom Pierre Martine : du latin Mars : martis ou du gaulois marwith ou encore du celto - scythique mawther,.
D'autres monuments mégalithiques portent le nom de Pierre Martine :
- un dolmen situé sur la commune de Béduer est nommé dolmen de la Pierre de Martignes (ou de Martigue)[1],[6];
- Les menhirs dits Pierres Martines de Solre-le-Château dans le département du Nord qui font référence à la légende de Saint Martin de Tours.

## Description

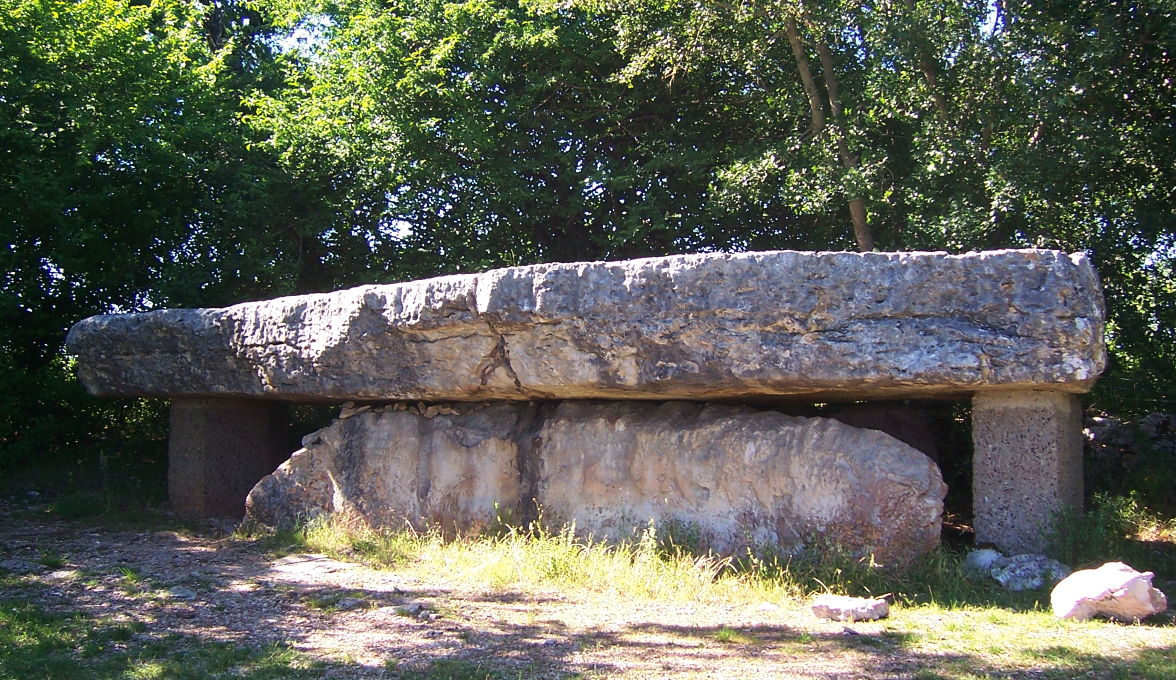
Dolmen de la Pierre Martine, vue côté sud.

La Pierre Martine faisait partie du groupe des dolmens de Boyme (du nom du hameau voisin). Un autre dolmen, aujourd'hui détruit, se trouvait à 7 m au nord. Ses supports mesuraient de 3 à 3,5 m de longueur et sa table était cassée en 6 morceaux. Les deux dolmens avaient la même  orientation.
Le dolmen de la Pierre Martine est orienté selon l'azimut 80°. Le tumulus devait être de forme allongée (30 m x 15 m) probablement en raison de l'adjonction d'un tumulus-satellite. Les deux orthostates mesurent respectivement 4,90 m et 4,25 m de longueur. La chambre est un long rectangle de 5 m de long pour 0,60 m de large.
La table, en calcaire bathonien, est désormais fracturée en deux morceaux. Elle mesurait 7,10 m de longueur sur 2,30 m de largeur à l'origine, soit un poids approximatif de plus 20 tonnes. Pourtant, cette table oscillait sur ses supports à la moindre pression de la main car elle était posée en porte-à-faux. Elle s'était cassée en 1948, a été restaurée en 1966 et elle est désormais soutenue par deux piliers en béton à chaque extrémité. Les orthostats monumentaux contrastent avec la fine dalle de chevet qui ferme la chambre sépulcrale à l'ouest.
| Dalle                                                   | Longueur | Épaisseur | Largeur |
| ------------------------------------------------------- | -------- | --------- | ------- |
| Table                                                   | 7,10 m   | 0,55 m    | 2,30 m  |
| Orthostate droit                                        | 4,85 m   | 0,25 m    | 0,90 m  |
| Orthostate gauche                                       | 4,25 m   | 0,45 m    | 0,90 m  |
| Chevet                                                  | 1,30 m   | 0,15 m    | 0,45 m  |
| Données : Inventaire des mégalithes de la France, 5-Lot |          |           |         |

## Fouilles et mobilier funéraire
L'abbé de Foulhac mentionne au XVIIe siècle avoir «eu la curiosité de faire creuser au-dessous et aux environs où j'ai trouvé des ossements». Delpon rapporte que selon la tradition on y aurait trouvé un poignard en cuivre.

## Légende et folklore associés
Une légende locale rapporte que les jours de pleine lune, tous les diables des environs s'y retrouvaient pour leur sabbat et effrayaient les habitants des environs. À la demande de saint Martin, saint Eutrope fit pleuvoir sur les diables une pluie d'eau bénite et ceux-ci se réfugièrent en enfer d’où ils ne sortirent plus.
Selon Glück, «on rapporte qu'à la fin du XVIIe siècle, la Pierre Martine était encore en grande vénération parmi les paysans du voisinage. Ils s'imaginaient que, s'ils pouvaient la couvrir de fleurs sans être vus, ils seraient préservés de la fièvre pour toute l'année». Une autre tradition  mentionne que le dolmen avait la réputation de pouvoir guérir les fièvres si le malade s'allongeait sur la dalle de couverture.
Selon le radiesthésiste local Louis Merle, les deux dolmens de Boyme seraient situés à la jonction de deux cours d'eau souterrains : les ruisseaux qui se perdent sous terre à Thémines et à Théminettes. Cette affirmation est contredite par les connaissances hydrogéologiques actuelles : Livernon ne fait pas partie du même bassin versant que les ruisseaux précédents qui font partie de l'Ouysse,.